# Oléron

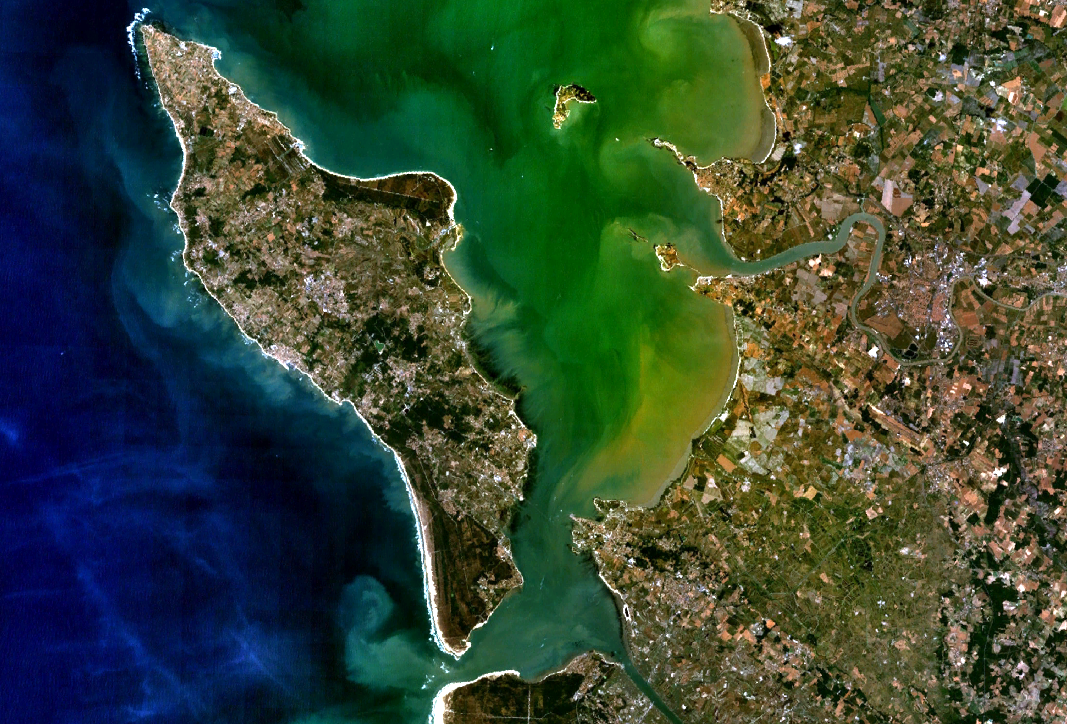
Foto aèria d'Oléron

L'illa d'Oléron o l'illa d'Oleró (en francès: Île d'Oléron) és una illa de la costa francesa a l'oceà Atlàntic (situada a l'oest de Rochefort), al costat sud de l'estret Pertuis d'Antioche.
És la segona illa més gran de França, després de la de Còrsega, si no es compten les illes d'ultramar franceses.

## Història
Durant els segles vii i viii, aquesta illa junt amb la de Ré, formaven les anomenades Vacetae Insulae segons la cosmografia Aethicus Ister. Vaceti és un altre nom per als Vascones, fent referència als bascos no gascons que en tenien control en aquella època.
A Oléron entre els anys 1152 a 1160 Eleanor d'Aquitània introduí la primera llei d'almirallat en aquesta part del món. El 1306, Edward I d'Anglaterra assignà l'illa al seu fill Eduard II com a part del Ducat d'Aquitània.
El 20 de març de 1586, aquesta illa va ser presa per Agrippa d'Aubigné.

## Geografia

Mapa d'Oléron

L'illa té una superfície de 174 km². És una illa plana, la seva altitud màxima és de 34 m. És fèrtil i es troba a la Badia de Biscaia.
El seu clima és suau, marítim temperat un poc calorós a l'estiu.

## Administració
Administrativament l'illa pertanyb al departament Charente-Maritime està dividida en municipis (communes):
- La Brée-les-Bains
- Le Château-d'Oléron
- Dolus-d'Oléron
- Le Grand-Village-Plage
- Saint-Denis-d'Oléron

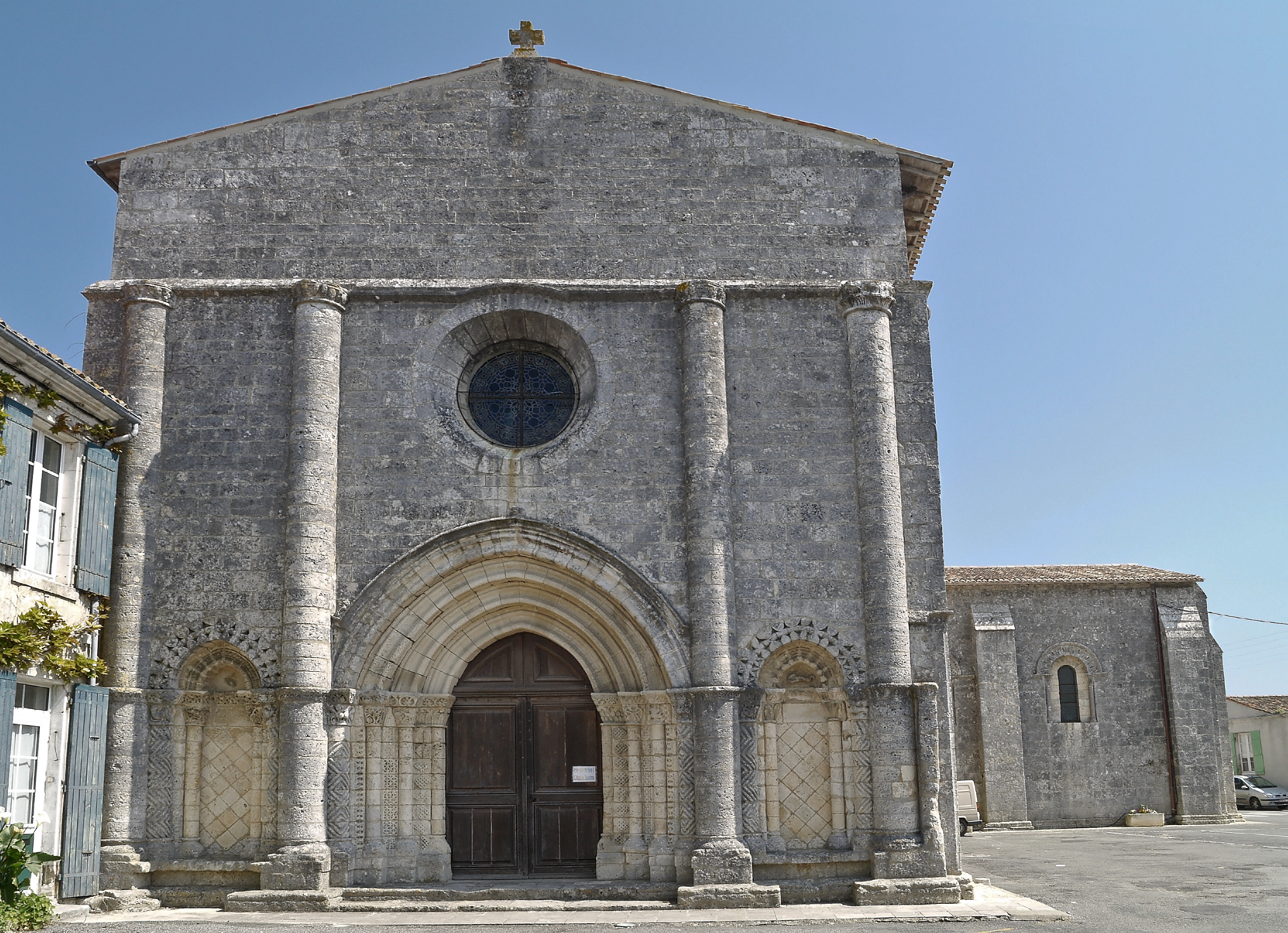
Església de Sant Jordi, Oléron

- Saint-Georges-d'Oléron (inclou Boyardville)
- Saint-Pierre d'Oléron
- Saint-Trojan-les-Bains

Compta amb un total de 22.000 habitants.

## Transport

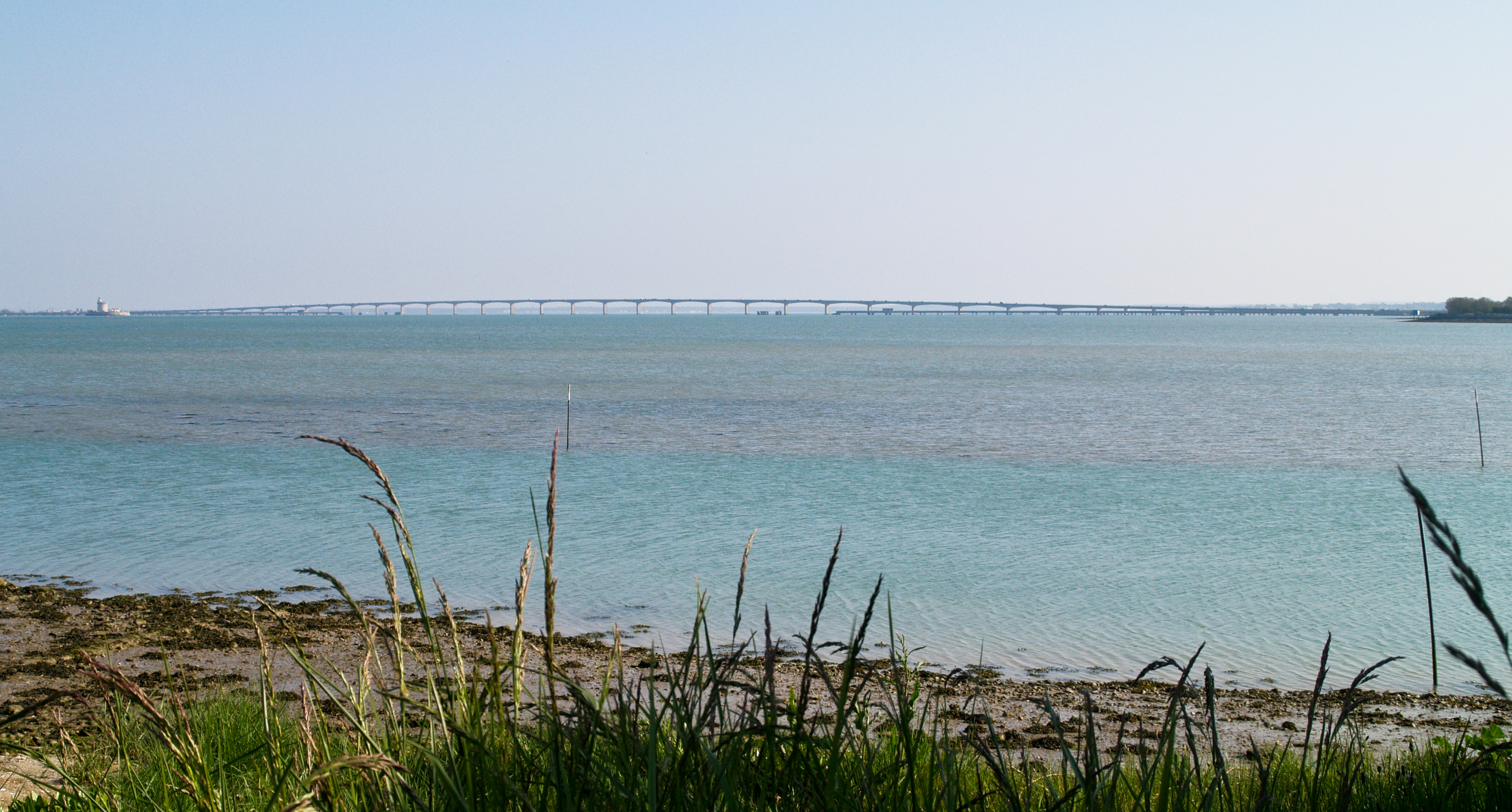
Pont d'Île d'Oléron des de Le Château d'Oléron

Des de 1966, l'illa està connectada al continent per un pont que té una llargada 2.862 m. Actualment és el tercer de França per la seva llargada.

## Turisme

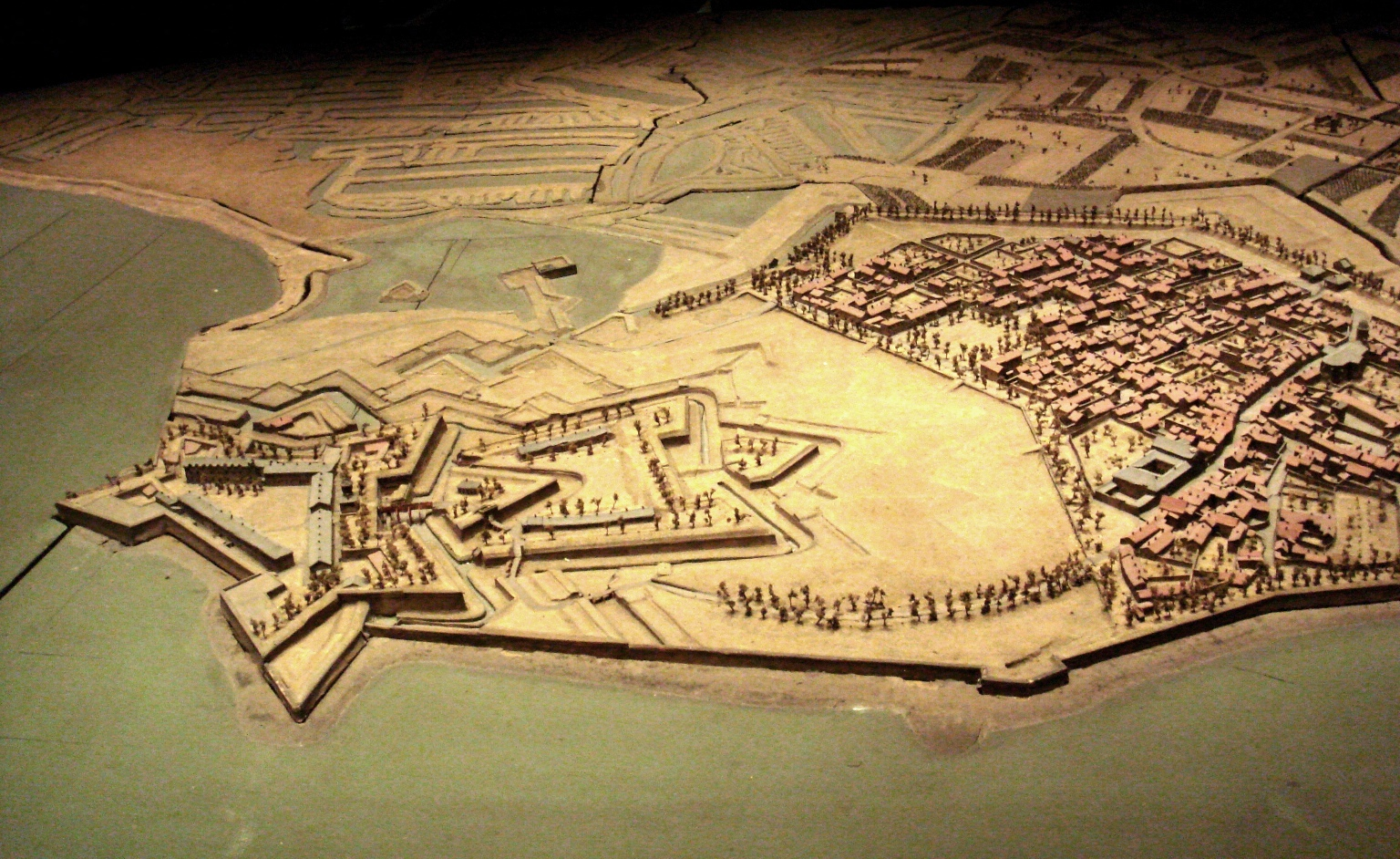
Le Château-d'Oléron (1703).

Oléron és una destinació popular pel turisme. Té platges, surf, càmpings i cavalls per muntar i amb edificis històrics interessants. L'oferta gastronòmica és important amb molts restaurants especialitzats en el marisc, especialment les ostres que s'hi cultiven.